# سمرقند (نشان)
سمرقند هي بلدة في مقاطعة نشان في ولاية قشقداريا في أوزبكستان.